# 中国致公党四川省委员会
中国致公党四川省委员会，简称致公党四川省委、四川致公党，是中国致公党在四川省的地方组织。